# Netelia silantjewi
Netelia silantjewi är en stekelart som först beskrevs av Kokujev 1899.  Netelia silantjewi ingår i släktet Netelia och familjen brokparasitsteklar. Inga underarter finns listade i Catalogue of Life.